# استان لا آلتاگراسیا
استان لا آلتاگراسیا (به لاتین: La Altagracia Province) یک استان در جمهوری دومینیکن است.
مساحت این استان ۳٬۰۱۰٫۳۴ کیلومتر مربع و جمعیت آن در سال ۲۰۱۴ میلادی ۳۷۲٬۲۸۹ نفر می‌باشد.